# BMW Open 1999 (Badminton)
Die BMW Open 1999 im Badminton fanden vom 9. bis zum 12. Dezember 1999 in Saarbrücken statt.

## Finalergebnisse
| Disziplin    | Sieger                           | Finalist                               | Ergebnis         |
| ------------ | -------------------------------- | -------------------------------------- | ---------------- |
| Herreneinzel | Oliver Pongratz                  | Vladislav Druzchenko                   | 6:15 15:9 15:7   |
| Dameneinzel  | Zeng Yaqiong                     | Judith Meulendijks                     | 11:13 13:12 11:1 |
| Herrendoppel | Quinten van Dalm Dennis Lens     | Vladislav Druzchenko Valeriy Streltsov | 15:9 11:15 15:13 |
| Damendoppel  | Britta Andersen Lene Mørk        | Katja Michalowsky Karen Stechmann      | 15:10 15:9       |
| Mixed        | Chris Bruil Erica van den Heuvel | Björn Siegemund Karen Stechmann        | 2:15 15:3 15:10  |